# Frente Islâmica dos Ruaingas de Arracão
Frente Islâmica dos Ruaingas de Arracão foi um grupo insurgente ruainga (rohingya) ativo no norte do estado de Raquine, Mianmar (Birmânia). O grupo era formado por guerrilheiros ruaingas liderados por Nurul Islam, um advogado graduado em Rangum. O grupo foi criado depois da união dos remanescentes da Frente Patriótica Ruainga (FPR) e uma facção desertora da Organização de Solidariedade Ruainga (OSR) que estava sob o comando de Nurul Islam.
Em 28 de outubro de 1998, a Frente Islâmica dos Ruainga de Arracão se fundiu com a Organização de Solidariedade Ruainga e formou a Organização Nacional dos Ruaingas de Arracão (ONRA), operando no exílio em Cox's Bazar. O Exército Nacional dos Ruaingas (ENR) foi estabelecido como seu braço armado.